# Bajardo
Bajardo är en ort och kommun i provinsen Imperia i regionen Ligurien i Italien. Kommunen hade 336 invånare (2018).